# George Sullivan
Pour les articles homonymes, voir Sullivan.
George James Sullivan aussi appelé Sullivan, dit Red Sullivan, (né le 24 décembre 1929 à Peterborough en Ontario au Canada et mort le 19 janvier 2019 dans la même ville) est un joueur professionnel canadien de hockey sur glace devenu entraîneur,.

## Carrière

### Carrière de joueur
Il commence sa carrière en junior avec les Teepees de Saint Catharines, équipe de l'Association de hockey de l'Ontario, aujourd'hui Ligue de hockey de l'Ontario avant de signer son premier contrat avec les Bruins de Boston de la Ligue nationale de hockey. Il joue quelques matchs avec les Bruins au cours de la saison 1949-1950 avant de finir la fin de la saison dans la Ligue américaine de hockey avec les Bears de Hershey. Pendant quelques saisons, il va passer la majeure partie du temps dans la LAH et ne jouer que quelques matchs dans la LNH. Il doit attendre la saison 1951-1952 pour jouer une soixantaine de matchs dans la LNH mais il ne réussit pas à se faire une place dans l'effectif de l'équipe.
Il retourne donc jouer dans la LAH avec les Bears et lors de la saison 1953-1954, il remporte le trophée John-B.-Sollenberger du meilleur pointeur de la saison régulière inscrivant 119 points. Lors de cette même saison, il est également sélectionné dans la première équipe type de la saison et logiquement il reçoit le trophée Les-Cunningham du meilleur joueur de la saison.
Le 10 septembre 1954, il est vendu aux Black Hawks de Chicago pour lesquels il joue deux saisons avant de prendre la direction des Rangers de New York. En 1957, il devient le nouvel capitaine de l'équipe et occupera le poste jusqu'à la fin de la saison 1960-1961. Au cours de sa carrière, il est sélectionné à plusieurs reprises pour le Match des étoiles de la LNH : en 1955, 1956, 1958, 1959 et 1960. Au cours d'un match contre les Canadiens de Montréal, il subit une charge de Doug Harvey, défenseur des Canadiens, qui lui enfonce la crosse dans le ventre. La palette de la crosse vient alors lui perforer la rate. Ne se rendant pas compte de la situation, Sullivan va vouloir continuer à jouer puis finalement est évacué à l'hôpital où les derniers sacrements lui sont données. Finalement, il va survivre et pourra faire son retour dans la LNH avec les Rangers.
En 161, il décide de devenir entraîneur en ligue mineur et va occuper le double poste d'entraîneur et de joueur pour les Beavers de Kitchener-Waterloo de la Eastern Professional Hockey League pour la saison 1961-62 puis pour les Clippers de Baltimore lors de la saison 1962-63 de la LAH.

### Carrière d'entraîneur
Sullivan devient l'entraîneur des Rangers à partir du milieu de la saison 1962-1963 en remplacement de Muzz Patrick. Il occupe alors ce poste pendant trois ans en gagnant seulement 58 matchs sur les 196 joués.
En 1967, Sullivan est engagé par Jack Riley pour devenir le premier entraîneur de la nouvelle franchise des Penguins de Pittsburgh qui prend place dans la LNH à la suite de l'expansion de celle-ci. L'équipe 1967-68 des Penguins est alors composée de onze anciens joueurs des Rangers pour former l'ossature de l'équipe ainsi que de joueurs des Hornets de Pittsburgh, ancienne équipe de Pittsburgh de la LAH supprimée pour laisser de la place aux Penguins. Les premières couleurs des maillots des Penguins sont le blanc, le bleu clair et le bleu foncé et avec simplement écrit dessus PITTSBURGH en diagonale. Les couleurs viennent de l'équipe des Argonauts de Toronto du Football canadien, équipe dont était fan Riley alors que l'écriture en diagonale a été avancée par Sullivan.
À la surprise générale, le premier match, joué contre les Canadiens, ne est pas aussi facile que prévu pour la plus vieille franchise de la LNH. Finalement, les Canadiens vont remporter le premier match uniquement sur le score de 2 buts à 1. Les Penguins manquant les séries lors de leurs deux premières saisons, Sullivan est remplacé à l'issue de la saison 1968-1969 par Red Kelly. Au cours de la première saison des Capitals de Washington en 1974, il effectue un court passage derrière le banc de l'équipe : Jim Anderson est le premier entraîneur de l'équipe et au bout de 54 matchs, Anderson est remplacé par Sullivan. Sullivan était alors recruteur pour l'équipe et accepte de prendre le poste à la suite d'une sollicitation de Milt Schmidt. Ce dernier va alors entraîner les Capitals pour 19 matchs et seulement deux victoires.

## Décès
Sullivan meurt le 19 janvier 2019 dans sa ville natale de Peterborough en Ontario à l'âge de 89 ans.

## Statistiques

### Statistiques de joueur
| Saison     | Équipe                        | Ligue      |     | Saison régulière | Saison régulière | Saison régulière | Saison régulière | Saison régulière |   | Séries éliminatoires | Séries éliminatoires | Séries éliminatoires | Séries éliminatoires | Séries éliminatoires |
| Saison     | Équipe                        | Ligue      | PJ  | B                | A                | Pts              | Pun              | PJ               | B | A                    | Pts                  | Pun                  |                      |                      |
| 1947-1948  | Teepees de Saint Catharines   | OHA        | 26  | 10               | 12               | 22               | 34               |                  |   |                      |                      |                      |                      |                      |
| 1949-1950  | Bears de Hershey              | LAH        | 51  | 10               | 30               | 40               | 36               |                  |   |                      |                      |                      |                      |                      |
| 1949-1950  | Bruins de Boston              | LNH        | 3   | 0                | 1                | 1                | 0                |                  |   |                      |                      |                      |                      |                      |
| 1950-1951  | Bears de Hershey              | LAH        | 70  | 28               | 56               | 84               | 36               | 6                | 1 | 2                    | 3                    | 0                    |                      |                      |
| 1950-1951  | Bruins de Boston              | LNH        |     |                  |                  |                  | --               | 2                | 0 | 0                    | 0                    | 2                    |                      |                      |
| 1951-1952  | Bruins de Boston              | LNH        | 67  | 12               | 12               | 24               | 24               | 7                | 0 | 0                    | 0                    | 0                    |                      |                      |
| 1952-1953  | Bears de Hershey              | LAH        | 36  | 10               | 40               | 50               | 18               |                  |   |                      |                      |                      |                      |                      |
| 1952-1953  | Bruins de Boston              | LNH        | 32  | 3                | 8                | 11               | 8                | 3                | 0 | 0                    | 0                    | 0                    |                      |                      |
| 1953-1954  | Bears de Hershey              | LAH        | 69  | 30               | 89               | 119              | 54               | 11               | 2 | 7                    | 9                    | 4                    |                      |                      |
| 1954-1955  | Black Hawks de Chicago        | LNH        | 69  | 19               | 42               | 61               | 51               |                  |   |                      |                      |                      |                      |                      |
| 1955-1956  | Black Hawks de Chicago        | LNH        | 63  | 14               | 26               | 40               | 58               |                  |   |                      |                      |                      |                      |                      |
| 1956-1957  | Rangers de New York           | LNH        | 42  | 6                | 17               | 23               | 36               | 5                | 1 | 2                    | 3                    | 4                    |                      |                      |
| 1957-1958  | Rangers de New York           | LNH        | 70  | 11               | 35               | 46               | 61               | 1                | 0 | 0                    | 0                    | 0                    |                      |                      |
| 1958-1959  | Rangers de New York           | LNH        | 70  | 21               | 42               | 63               | 56               |                  |   |                      |                      |                      |                      |                      |
| 1959-1960  | Rangers de New York           | LNH        | 70  | 12               | 25               | 37               | 81               |                  |   |                      |                      |                      |                      |                      |
| 1960-1961  | Rangers de New York           | LNH        | 70  | 9                | 31               | 40               | 66               |                  |   |                      |                      |                      |                      |                      |
| 1961-1962  | Beavers de Kitchener-Waterloo | EPHL       | 61  | 16               | 46               | 62               | 81               | 7                | 1 | 6                    | 7                    | 4                    |                      |                      |
| 1962-1963  | Clippers de Baltimore         | LAH        | 31  | 14               | 22               | 36               | 25               |                  |   |                      |                      |                      |                      |                      |
| Totaux LNH | Totaux LNH                    | Totaux LNH | 556 | 107              | 239              | 346              | 441              | 18               | 1 | 2                    | 3                    | 6                    |                      |                      |

### Statistiques d'entraîneur
| Saison    | Équipe                        | Ligue | Rôle                    | M  | V  | D  | N  | %V   | Classement fin saison                        | Résultat des séries                          |
| --------- | ----------------------------- | ----- | ----------------------- | -- | -- | -- | -- | ---- | -------------------------------------------- | -------------------------------------------- |
| 1961-1962 | Beavers de Kitchener-Waterloo | EPHL  | Joueur -Entraîneur chef | 70 | 36 | 24 | 10 | 51 % | 3e de la ligue                               |                                              |
| 1962-1963 | Clippers de Baltimore         | LAH   | Joueur -Entraîneur chef |    |    |    |    |      | N'a pas fini la saison à la tête de l'équipe | N'a pas fini la saison à la tête de l'équipe |
| 1962-1963 | Rangers de New York           | LNH   | Entraîneur chef         | 36 |    |    |    |      | 5e de la ligue                               | Non qualifiés                                |
| 1963-1964 | Rangers de New York           | LNH   | Entraîneur chef         | 70 | 22 | 38 | 10 | 31 % | 5e de la ligue                               | Non qualifiés                                |
| 1964-1965 | Rangers de New York           | LNH   | Entraîneur chef         |    |    |    |    |      | N'a pas fini la saison à la tête de l'équipe | N'a pas fini la saison à la tête de l'équipe |
| 1967-1968 | Penguins de Pittsburgh        | LNH   | Entraîneur chef         | 74 | 27 | 34 | 13 | 36 % | 5e de l'association de l'Ouest               | Non qualifiés                                |
| 1968-1969 | Penguins de Pittsburgh        | LNH   | Entraîneur chef         | 76 | 20 | 45 | 11 | 26 % | 6e de l'association de l'Ouest               | Non qualifiés                                |
| 1974-1975 | Capitals de Washington        | LNH   | Entraîneur chef         | 19 | 2  | 17 | 0  | 11 % | N'a pas fini la saison à la tête de l'équipe | N'a pas fini la saison à la tête de l'équipe |